# Pygothrips albiceps
Pygothrips albiceps är en insektsart som beskrevs av Ian A. Hood 1938. Pygothrips albiceps ingår i släktet Pygothrips och familjen rörtripsar. Inga underarter finns listade i Catalogue of Life.